# NGC 4871
NGC 4871 est une galaxie lenticulaire située dans la constellation de la Chevelure de Bérénice. Sa vitesse par rapport au fond diffus cosmologique est de 7 064 ± 19 km/s, ce qui correspond à une distance de Hubble de 104,2 ± 7,3 Mpc (∼340 millions d'al). NGC 4871 a été découverte par l'astronome prussien Heinrich Louis d'Arrest en 1863.

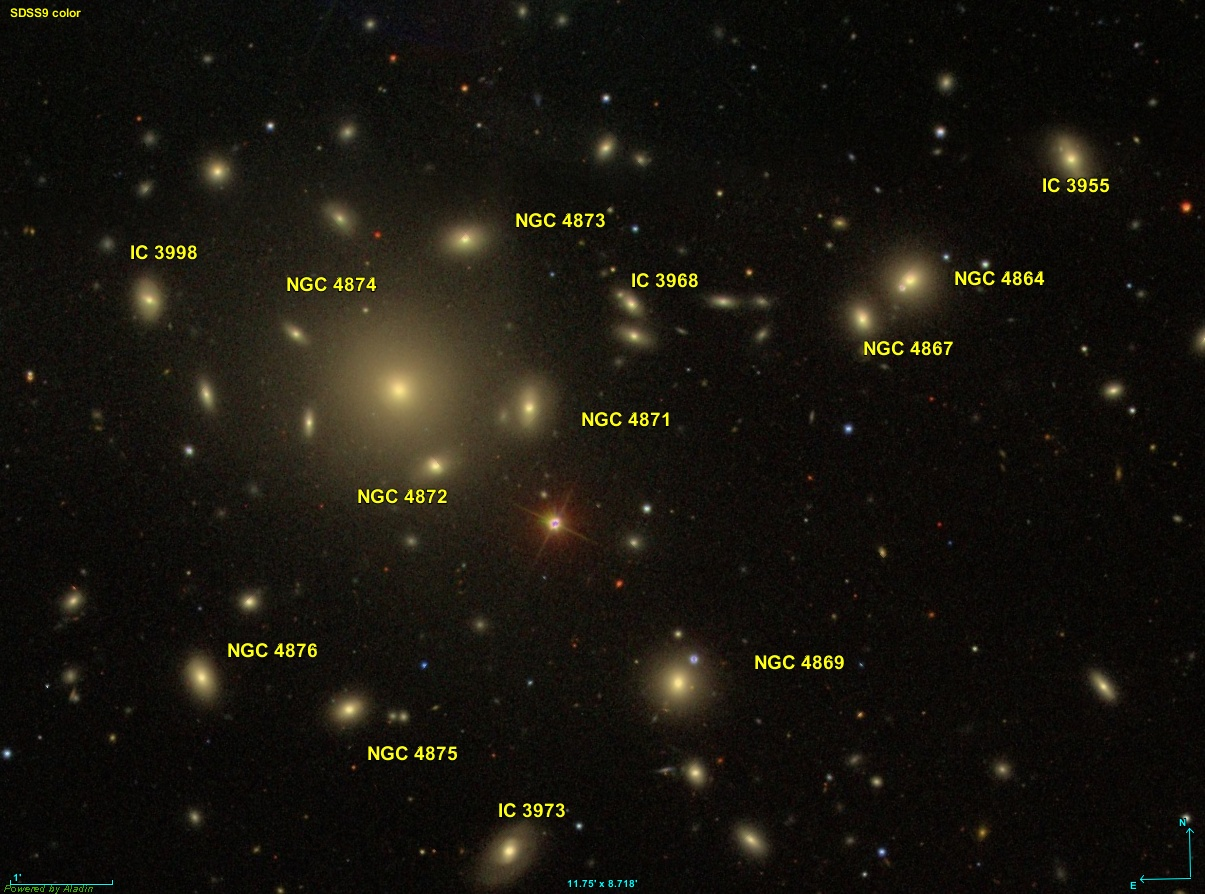
De nombreuses galaxies se trouvent dans la même région de la sphère céleste que NGC 4871, mais selon les sources consultées peu d'entre elles font partie d'un groupe de galaxies.

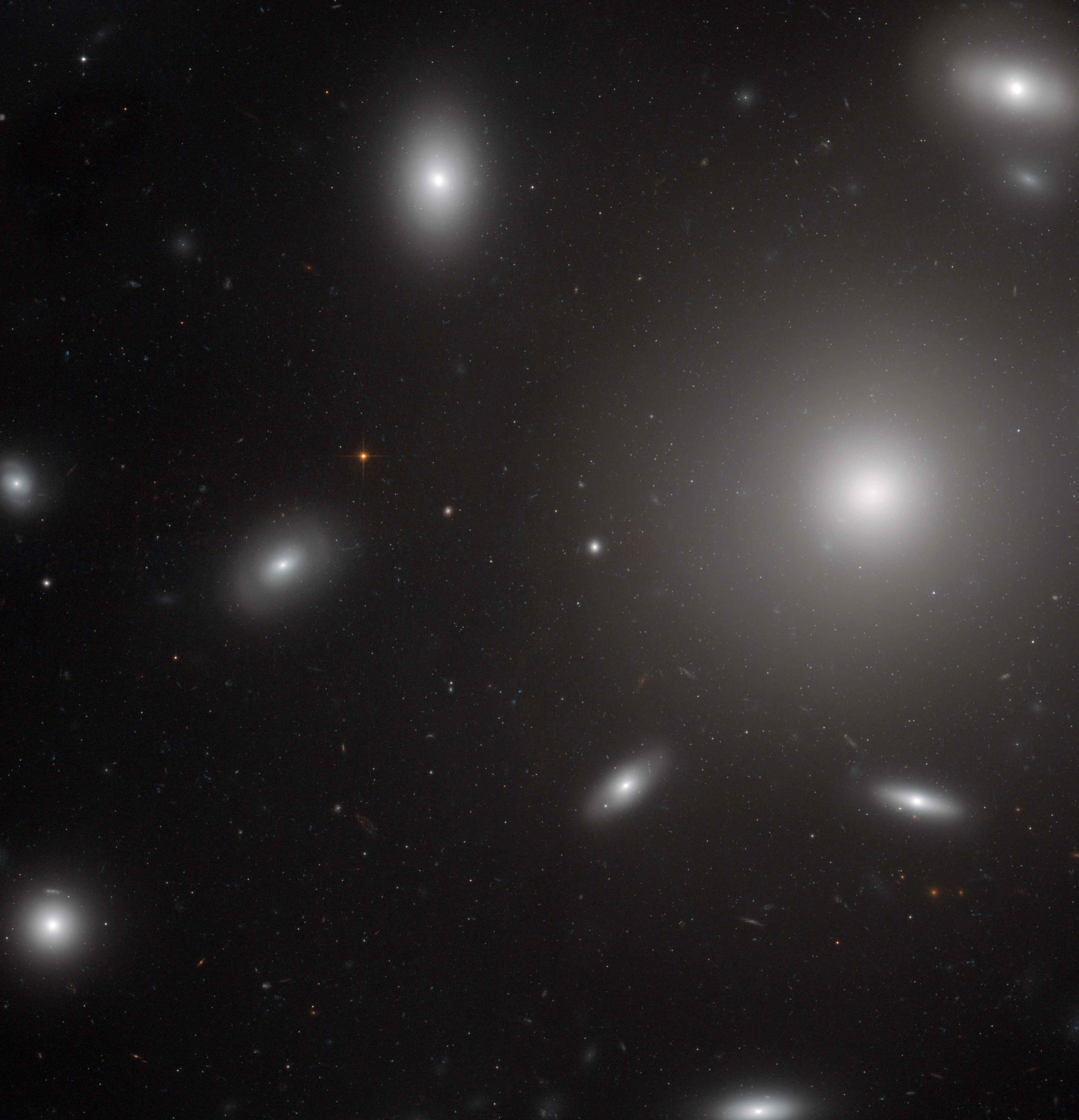
Image en haute résolution d'une partie de l'amas de la Chevelure de Bérénice prise à l'aide du télescope spatial Hubble. NGC 4871 est en haut à droite de cette image.

La désignation DRCG 27-131 est utilisée par Wolfgang Steinicke pour indiquer que cette galaxie figure au catalogue des amas galactiques d'Alan Dressler. Les nombres 27 et 131 indiquent respectivement que c'est le 27e amas de la liste, soit Abell 1656 (l'amas de la Chevelure de Bérénice), et la 131e galaxie de cette liste. Cette même galaxie est aussi désignée par ABELL 1656:[D80] 131 par la base de données NASA/IPAC, ce qui est équivalent. Dressler indique que NGC 4871 est une galaxie lenticulaire de type S0.